# Antoniów (gmina Żarnów)
Antoniów – wieś w Polsce położona w województwie łódzkim, w powiecie opoczyńskim, w gminie Żarnów.
W latach 1975–1998 miejscowość należała administracyjnie do województwa piotrkowskiego.
Wierni Kościoła rzymskokatolickiego należą do parafii Miłosierdzia Bożego w Chełstach.

## Historia
Tereny, na których leży Antoniów, wchodziły w skład dóbr Machory. Były to: Adamów, Chełsty, Młynek, Myślibórz, Wesoła (obecnie część Żarnowa), Wyszyna oraz dobra Sulborowice. 
Wspomniane tereny w XVIII wieku były własnością rodu Dołęgów, a na początku XIX wieku należały do Dembińskich. 
W 1814 r. dobra zakupił na licytacji znany warszawski przemysłowiec żydowskiego pochodzenia Samuel Antonii Fraenkel.
W 1826 roku małżonkowie Atalia i Samuel Fraenkel sprzedali synowi Atalii, Ludwikowi Laskiemu Machory, Młynek, Marcinków, Adamów, Chełsty, Wyszynę, Piasek (Tama) oraz Sulborowice w powiecie koneckim.
W 1862 r. dobra Machory oraz Klew i Sulborowice stały się własnością Antoniego Laskiego i Ludwiki z Laskich, małżonki Rudolfa Beningsena. Wtedy to powstały nowe kolonie. Były to: Antoniów – nazwa pochodzi prawdopodobnie od założyciela, Cegielnia, Jasin (Jasion), Maliny (prawdopodobnie Malenie), Dąbrowa (Nowa Góra), oraz Podlesie. Miejscowości te zostały utworzone w obrębie folwarku Machory.
W 1862 roku nowo powstała kolonia Antoniów posiadała obszar 258 morgów, gdzie osiadło 9 osadników. Byli to: Jan Boćko, Januszewski, Antoni Januszewski, Stanisław Łącki, Franciszek Mijas, Kajetan Milak, Marcin Roszkowski, Józef Skibicki i Maciej Wiaderny.
Ostatnim prywatnym właścicielem tych ziem był Ludwik Bayer, który pod koniec XIX w. uruchomił w Machorach fabrykę kafli i tektury.